# Breuningsweiler
Breuningsweiler ist Dorf und seit 1972 ein Stadtteil von Winnenden in Baden-Württemberg.

## Geschichte
Das Dorf wurde am 22. Juli 1293 das erste Mal urkundlich erwähnt. Damals schloss das Kloster Lorch einen Schutzvertrag mit Graf Eberhard, der darin versprach, „Bruningswilar“ zu schützen, womit seither die Verwaltung durch einen württembergischen Vogt erfolgte.
1443 erbte die Schenkin von Winnenden „Bruningswilar“.
Anhand des Steuerverzeichnisses von 1542 ist ersichtlich, dass 15 Familien dort lebten. 1593 wurde „Bruningswilar“ als „Bremischweiler“ bezeichnet und 1600 hatte das Dorf schon 30 Haushalte mit 150 Angehörigen.
Durch eine Pestepidemie im Jahre 1610 und den Dreißigjährigen Krieg sank die Einwohnerzahl bis 1654 auf 57 Menschen. Aus „Bremischweiler“ wurde 1680 „Bremersweiler“ und die Bevölkerung wuchs wieder.
Nach der Errichtung des Königreichs Württemberg kam Breuningsweiler 1808 zum Oberamt Waiblingen, welches 1938 im Landkreis Waiblingen aufging.
1829 wurde das Rathaus erbaut, das bis zum Bau einer neuen Schule (1962) auch als Schulhaus diente. Die Freiwillige Feuerwehr wurde 1886 gegründet und besitzt seit 1968 ein Feuerwehrfahrzeug. 1909 wurde der Brestling (Erdbeere) in Breuningsweiler eingeführt; ihm verdankt die Gemeinde, dass sie als Breschtlingsweiler bekannt wurde. Später wurde die Erdbeere sogar in das Wappen aufgenommen. 1911 hielt die Elektrizität Einzug in Breuningsweiler.
Die Kirche wurde 1922/23 erbaut und eine selbständige Kirchengemeinde gegründet. Die Einweihung des Kirchenneubaues erfolgte 1973.
Die Gymnastikhalle beim Sportgelände wurde 1970 vom Sportverein erbaut.
Bei der Volkszählung am 17. Mai 1939 hatte Breuningsweiler 298 Einwohner; heute wohnen dort ungefähr 1000 Menschen.

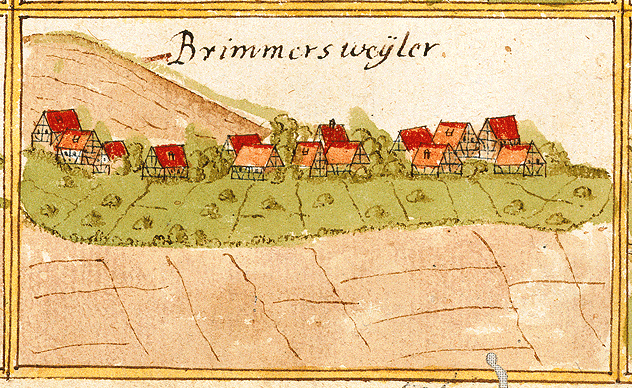
Breuningsweiler im 17. Jahrhundert

Am 1. Januar 1972 wurde Breuningsweiler nach Winnenden eingemeindet.

## Politik
Liste der Schultheißen und Bürgermeister:
- 1809: Matthäus Höllwarth[1]
- 1913: Gottlob Schäfer[2]

## Natur und Landschaft

### Geologie

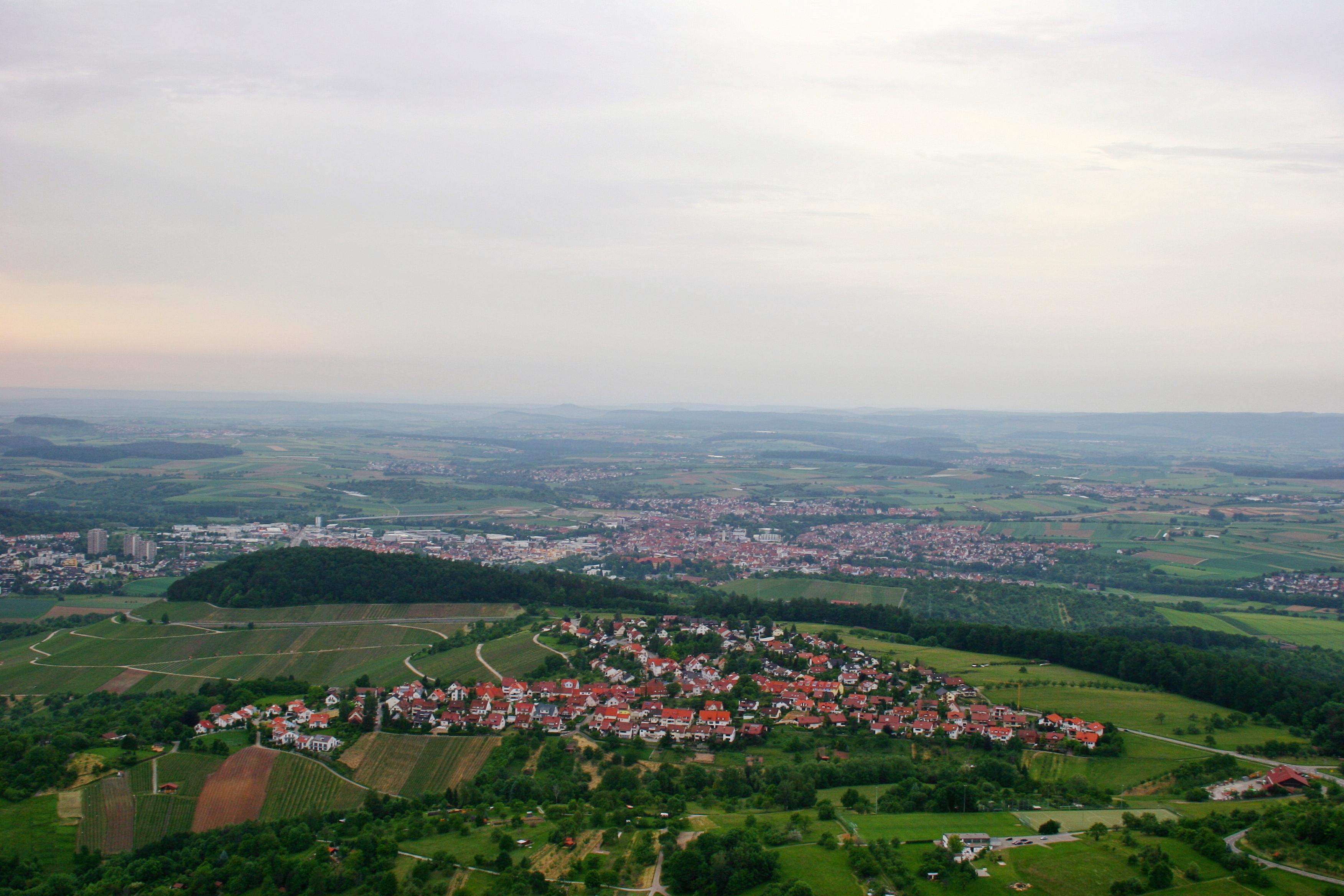
Breuningsweiler, Luftbild aus Südosten, 2008

Das Dorf liegt in der Keuperhügellandschaft Berglen, auf einer Ebene des Mittleren Stubensandsteins, der zu sandigen Böden verwittert. Da diese sandigen Bodenarten leicht zu bearbeiten sind und sich im Frühjahr rasch erwärmen, werden sie in der Landwirtschaft für Sonderkulturen, besonders für den Erdbeeranbau benutzt. Um Breuningsweiler wurde früher viel Sand gegraben (daher der Breuningsweiler Necknamen: Sandhasen) und Steine gebrochen, sichtbar an den vielen kleinen Steinbrüchen rund um das Dorf. Der größte Steinbruch südlich des Dorfes wurde zugeschüttet, heute ist ein Kinderspielplatz darauf eingerichtet. Eine Besonderheit des Dorfes sind die Sandsteinhöhlen unter den Häusern, die zwei letzten vermessen, gezeichnet und fotografiert von Herbert Sellner. Früher zur Gewinnung von Grabsand angelegt, sind sie heute verschüttet oder verschlossen.

### Naturschutzgebiete
Gegen Westen hinunter zum Zipfelbachtal gibt es eine Reihe von Naturschutzgebieten, eingebunden in das Naturschutzkonzept Oberes Zipfelbachtal. Die größten Flächen werden von der NABU Gruppe Winnenden gepflegt, die auch eine Gebietsbeschreibung sowie eine Bestandsaufnahme von Pflanzen und Tieren herausgegeben hat.